# Hans-Gerd Sonnenburg
Hans-Gerd Sonnenburg (* 10. April 1943; † 29. Juli 2012) war ein deutscher Schauspieler.

## Leben
Nach seinem Studium an der Staatlichen Schauspielschule Berlin kam Sonnenburg bereits in den 1960er-Jahren zum Film. Nach mehreren Nebenrollen in Fernsehfilmen übernahm er 1975 in Kurt Tetzlaffs DEFA-Film Looping die Hauptrolle des 30-jährigen Lothar Schwendt, genannt „Biene“. Er wirkte bis 2001 in zahlreichen Film- und Fernsehproduktionen (Polizeiruf 110, Der Staatsanwalt hat das Wort) und Serienrollen (Lindenstraße, Wolkenstein, Die Wache) mit. Zudem spielte er Theater und war unter anderem am Deutschen Nationaltheater Weimar engagiert. Sonnenburg starb 2012 nach längerer Krankheit.

## Filmografie
- 1968: Gib’ acht auf Susi!
- 1975: Looping
- 1975: Polizeiruf 110: Die Rechnung geht nicht auf (TV-Reihe)
- 1979: Tull (Fernsehfilm)
- 1980: Max und siebeneinhalb Jungen
- 1982: Der Staatsanwalt hat das Wort: Ich bin Joop van der Dalen (Fernsehreihe)
- 1983: Polizeiruf 110: Auskünfte in Blindenschrift (TV-Reihe)
- 1983: Polizeiruf 110: Schnelles Geld (TV-Reihe)
- 1984: Polizeiruf 110: Inklusive Risiko (TV-Reihe)
- 1992: Gute Zeiten, schlechte Zeiten (TV-Serie)
- 1993: Der Kinoerzähler
- 1993: Lindenstraße (TV-Serie)
- 1995: Polizeiruf 110: Jutta oder Die Kinder von Damutz (TV-Reihe)
- 1996: Tatort: Tod im Jaguar (TV-Reihe)
- 1997: Alarm für Cobra 11 – Die Autobahnpolizei: Ausgesetzt (TV-Serie)
- 1998: Ein Mord für Quandt: Ein braver Hund (TV-Serie)
- 1999: Nichts als die Wahrheit
- 2001: Wie Feuer und Flamme